# Xã Norman, Michigan
Xã Norman (tiếng Anh: Norman Township) là một xã thuộc quận Manistee, tiểu bang Michigan, Hoa Kỳ. Năm 2010, dân số của xã này là 1.553 người.